# Пышненко, Владимир Петрович
Владимир Петрович Пышненко (1876 — после 1917) — подполковник 10-го понтонного батальона, герой Первой мировой войны.

## Биография
Сын потомственного дворянина. Уроженец Ставропольской губернии.
Окончил 3-й Московский кадетский корпус (1894) и Александровское военное училище (1896), откуда выпущен был подпоручиком в 54-й пехотный Минский полк.
4 февраля 1900 года переведен в 8-й понтонный батальон, а 23 июня 1901 года — в Амурскую минную роту. Произведен в поручики 1 августа 1901 года, в штабс-капитаны — 1 октября 1904 года. Участник русско-японской войны. 13 декабря 1906 года переведен в 4-й понтонный батальон.
25 августа 1908 года произведен в капитаны с переводом в 5-й понтонный батальон. Окончил Офицерскую электротехническую школу по 1-му разряду.
С началом Первой мировой войны был переведен в 10-й понтонный батальон. Удостоен ордена Святого Георгия 4-й степени
За то, что в ночь с 4 на 5 октября 1914 года при форсировании переправы через р. Сан у д. Заржече, с явной опасностью для жизни, под сильным ружейным и артиллерийским огнем противника, лично руководил работами по спуску и сборке понтонов и перевозке десанта на неприятельский берег. В следующую же ночь, с 5 на 6 октября, построил понтонный мост под непрекращавшимся жестоким ружейным и артиллерийским огнем, в течение 17-ти суток бессменно оставаясь на своем посту, при ежедневной бомбардировке моста легкой и тяжелой артиллерией, не допускал своевременно принимаемыми мерами разрушения моста, чем дал возможность дивизии беспрепятственно подвозить боевые и жизненные припасы и прочно овладеть берегом.
22 октября 1915 года произведен в подполковники «за отличия в делах против неприятеля». Судьба после 1917 года неизвестна.

## Награды
- Орден Святого Станислава 3-й ст. «за отлично-усердную службу и труды, понесенные во время военных действий» (ВП 8.01.1906)
- Орден Святой Анны 3-й ст. (ВП 25.12.1909)
- Орден Святого Станислава 2-й ст. (ВП 25.12.1913)
- Орден Святого Георгия 4-й ст. (ВП 19.05.1915)
- Орден Святого Владимира 4-й ст. с мечами и бантом (ВП 30.05.1915)
- старшинство в чине подполковника с 13 февраля 1914 года (ПАФ 21.04.1917)[6]